# Limoges Handball
Limoges Handball, prescurtat LH, fost Limoges Hand 87, este un club francez de handbal situat în Limoges, departamentul Haute-Vienne, din regiunea Nouvelle-Aquitaine.
Joacă în Starligue din 2020.

## Notă
1. ↑  LH - Limoges Handball | Site officiel (în franceză), LIMOGES HANDBALL